# Giovanni Battista Giraldi
Pour les articles homonymes, voir Giraldi.

Giovanni Battista Giraldi, né en 1504 à Ferrare et mort le 9 janvier 1574 dans la même ville, est un écrivain italien, poète, philosophe et dramaturge. Il a ajouté Cinthio à son nom, qui devient son diminutif courant, parfois orthographié Cintio ou Cinzio. À la fois enseignant et écrivain, son œuvre comporte un recueil de nouvelles, les Ecatommiti dans lequel William Shakespeare a puisé le sujet d'Othello.

## Biographie
Giovanni Battista Giraldi naît à Ferrare en 1504. Élève de l'école de Ferrare, il a enseigné à l'université la philosophie, la médecine, succédant ensuite à Celio Calcagnini dans la chaire de littérature. Secrétaire des ducs de Ferrare (d'abord de Hercule II d'Este, puis de Alphonse II d'Este) de 1547 à 1563, il doit se retirer à la suite d'une querelle avec Giovan Battista Pigna, autre secrétaire des ducs de Ferrare. Cinzio et Pigna avaient publié dans la même année, à Venise, leur ouvrage sur les romans ; ils s’accusaient réciproquement de plagiat, réclamant chacun ses droits et sa propriété. Pigna protestait qu’il avait écrit son Giudizio intorno ai romanzi dès l’an 1547, à l’âge de dix-sept ans, et qu’ayant communiqué son manuscrit à Cinzio, qui était alors son maître, celui-ci l’avait retenu et en avait profité. Cinzio, au contraire, reprochait à Pigna de lui avoir volé son dessein, son sujet et ses idées, dans le temps qu’il était son élève et le confident de ses travaux, et d’avoir fait un livre où il n’avait mis du sien que le titre. Cinzio, irrité du silence du duc, qu’il regarda comme un déni de justice, résolut d’abandonner Ferrare et son prince, qui lui en accorda la permission. De là, il se rendit à Mondovi, où le duc de Savoie lui avait offert une chaire de rhétorique avec de bons appointements. Cette université fut transférée à Turin en 1568. Cinzio, honorablement congédié, mais resté sans place, était incertain sur le séjour qu’il devait choisir, lorsqu’il reçut avec une lettre très flatteuse du Sénat de Milan, le diplôme de Philippe II, qui lui proposait la chaire d’éloquence à l’Université de Pavie. Il accepta, mais, tourmenté d’une goutte héréditaire, et s’apercevant que ce climat ne lui convenait pas, il prit le parti de retourner à Ferrare, et il y mourut, trois mois après son arrivée, le 9 janvier 1574. il avait eu à pleurer la perte de quatre de ses fils ; le cinquième, qui lui survécut recueillit les tragédies de son père, qui avaient d’abord été imprimées à part, et il en fit une édition à Venise en 1582, en 2 volumes in-8°, qu’il dédia au duc Alphonse II.

## Œuvres
De tous les ouvrages de Cinzio, ce furent ses tragédies qui lui firent de son vivant le plus de réputation. Elles sont au nombre de neuf : l’Orbecche, l’Altile, la Didone, les Antivalomeni, la Cleopatra, l’Arrenopia, l’Euphimia, l’Epitia, la Selene. L’Orbecche, qui est la plus célèbre de toutes, est pétrie d'horreur et d'épouvante. Cinzio devient d'ailleurs le théoricien de l'horrible avec son ouvrage : Discorso sulle commedie e sulle tragedie (Discours sur les comédies et les tragédies), 1554. Représentée à Ferrare en 1541, l'Orbecche est considérée comme la première tragédie italienne. On l’a mise au même rang que la Sofonisba de Trissino, l’Oreste de Ruccellai, et la Canace de Speroni. À une époque où la littérature est influencée par le contexte intellectuel qui déboucha sur la contre-réforme catholique et par la Poétique d'Aristote, il réussit à faire un compromis entre classicisme et morale à la manière de Sénèque dans ses tragédies. Cinzio avait de plus composé un drame satirique, intitulé Eglé, représenté en 1545. On a encore de Cinzio l’Hercule, épopée moralisatrice en vingt six chants, publié à Modène, en 1557, in-4°.
Parmi ses ouvrages on remarque aussi:
- Le Fiamme, publié à Venise, en 1548, in-8° ; c’est un recueil de sonnetti et de canzoni ;
- des poésies latines (poematia), Bâle, 1540, in-8°, et Sylvæ, Ferrare, 1555 ;
- De Ferrariæ et Atestinis principibus commentariolus, ex Lilii Gregorii Giraldi epilome deductus. traduit par Lodovico Domenichi, Venise, 1556, in-8°. Cet ouvrage est écrit avec beaucoup d’élégance, et s’il manque quelquefois d’exactitude sur l’histoire ancienne de la maison d'Este, l’auteur mérite plus de confiance pour les événements qui s’étaient passés de son temps.
- Discorsi intorno al comporre de’ romanzi, delle commedie, delle tragedie ed altre maniere di poesie, Venise, 1554, in-4° ; c’est un traité érudit sur la composition du roman.
- différentes oraisons, ou harangues latines, parmi lesquelles, Epicedium de obitu divi Alphonsi Estensis principis, Ferrare, 1557, in-4° ;
- Gli Ecatommiti, ne’ quali si contengono novelle e dialoghi, Mondovi, 1563, en 2 volumes in-8°, et Venise, 1566 et 1608, en 2 volumes in-4°. C’est un recueil de cent nouvelles, et l’ouvrage le plus distingué parmi tous ceux de Cinzio. Gabriel Chappuys le traduisit en français, Paris, 1584, 2 vol. in-8°[2]